# Ryszard Pojda
Ryszard Pojda (ur. 11 listopada 1947 w Wodzisławiu Śląskim) – polski polityk, poseł na Sejm IV kadencji.

## Życiorys
W 1998 ukończył studia na Wydziale Górniczym Akademii Górniczo-Hutniczej w Krakowie. Przez około 30 lat pracował jako górnik w KWK Moszczenica. W latach 90. kierował Kopalnią Węgla Kamiennego Krupiński oraz rudzką spółką węglową. Należał do Polskiej Zjednoczonej Partii Robotniczej. Pełnił funkcję posła na Sejm IV kadencji z ramienia koalicji SLD-UP (jako przedstawiciel Unii Pracy), wybranego w okręgu rybnickim. Zasiadał w Komisji Ustawodawczej oraz Komisji Gospodarki. W 2005 nie uzyskał ponownie mandatu (kandydując z listy SLD), rok później bezskutecznie ubiegał się o mandat radnego powiatu wodzisławskiego.
W 1998 otrzymał Krzyż Kawalerski Orderu Odrodzenia Polski.